# 히젠시로이시역
히젠시로이시역(일본어: 肥前白石駅)은 일본 사가현 기시마군 시로이시정에 있는 규슈 여객철도 나가사키 본선의 역이다.

## 역 구조
상대식 승강장 2면 2선의 구조를 가진 지상역으로 과선교에서 서로 연결되고 있다. 규슈 교통기획이 역 업무를 위탁하는 업무위탁역이다.

## 역 주변
- 국도 제207호선

## 역사
- 1930년 3월 9일 : 후쿠지역(福治駅)으로 개업.
- 1940년 4월 1일 : 역사가 개장되어, 히젠시로이시역으로 개칭.
- 1987년 4월 1일 : 민영화에 따라, 규슈 여객철도로 이관.

## 인접정차역
| 규슈 여객철도 ■ 나가사키 본선 | 규슈 여객철도 ■ 나가사키 본선 | 규슈 여객철도 ■ 나가사키 본선 |
| ----------------------------- | ----------------------------- | ----------------------------- |
| 고호쿠 도스 방면              |                               | 히젠류오 나가사키 방면        |